# Lets voetbalkampioenschap 1957
In 1957 werd het 14e voetbalseizoen gespeeld van de Letse SSR, voorheen was Letland onafhankelijk en speelden de clubs in de  Virslīga. 
Sarkanais Metalurgs werd voor 8e keer kampioen.

## Stand
| Pos | Team                | Wed | W  | G | V  | Ptn | DV | DT | +/− |
| --- | ------------------- | --- | -- | - | -- | --- | -- | -- | --- |
| 1   | Sarkanais Metalurgs | 18  | 12 | 5 | 1  | 29  | 32 | 12 | +20 |
| 2   | Dinamo Rīga         | 18  | 10 | 4 | 4  | 24  | 40 | 18 | +22 |
| 3   | RER                 | 18  | 9  | 3 | 6  | 21  | 28 | 21 | +7  |
| 4   | RVR                 | 18  | 6  | 6 | 6  | 18  | 23 | 21 | +2  |
| 5   | Vulkans             | 18  | 7  | 4 | 7  | 18  | 22 | 27 | −5  |
| 6   | ASK                 | 18  | 7  | 3 | 8  | 17  | 35 | 30 | +5  |
| 7   | VEF                 | 18  | 6  | 5 | 7  | 17  | 30 | 27 | +3  |
| 8   | Lokomotive          | 18  | 7  | 2 | 9  | 16  | 25 | 32 | −7  |
| 9   | Rezekne             | 18  | 5  | 4 | 9  | 14  | 18 | 26 | −8  |
| 10  | Varpa Valmiera      | 18  | 0  | 6 | 12 | 6   | 8  | 47 | −39 |

## Kampioen
| Virslīga 1957                           |
| Letland                                 |
| --------------------------------------- |
| Sarkanais Metalurgs Kampioen (8° titel) |